# Centrolobium sclerophyllum
Centrolobium sclerophyllum är en ärtväxtart som beskrevs av Haroldo Cavalcante de Lima. Centrolobium sclerophyllum ingår i släktet Centrolobium och familjen ärtväxter. Inga underarter finns listade i Catalogue of Life.